# Pacific Raceways
Der Pacific Raceways (früher: Seattle International Raceways) ist eine Motorsport-Rennstrecke in der Nähe von Kent, im US-Bundesstaat Washington.

## Geschichte

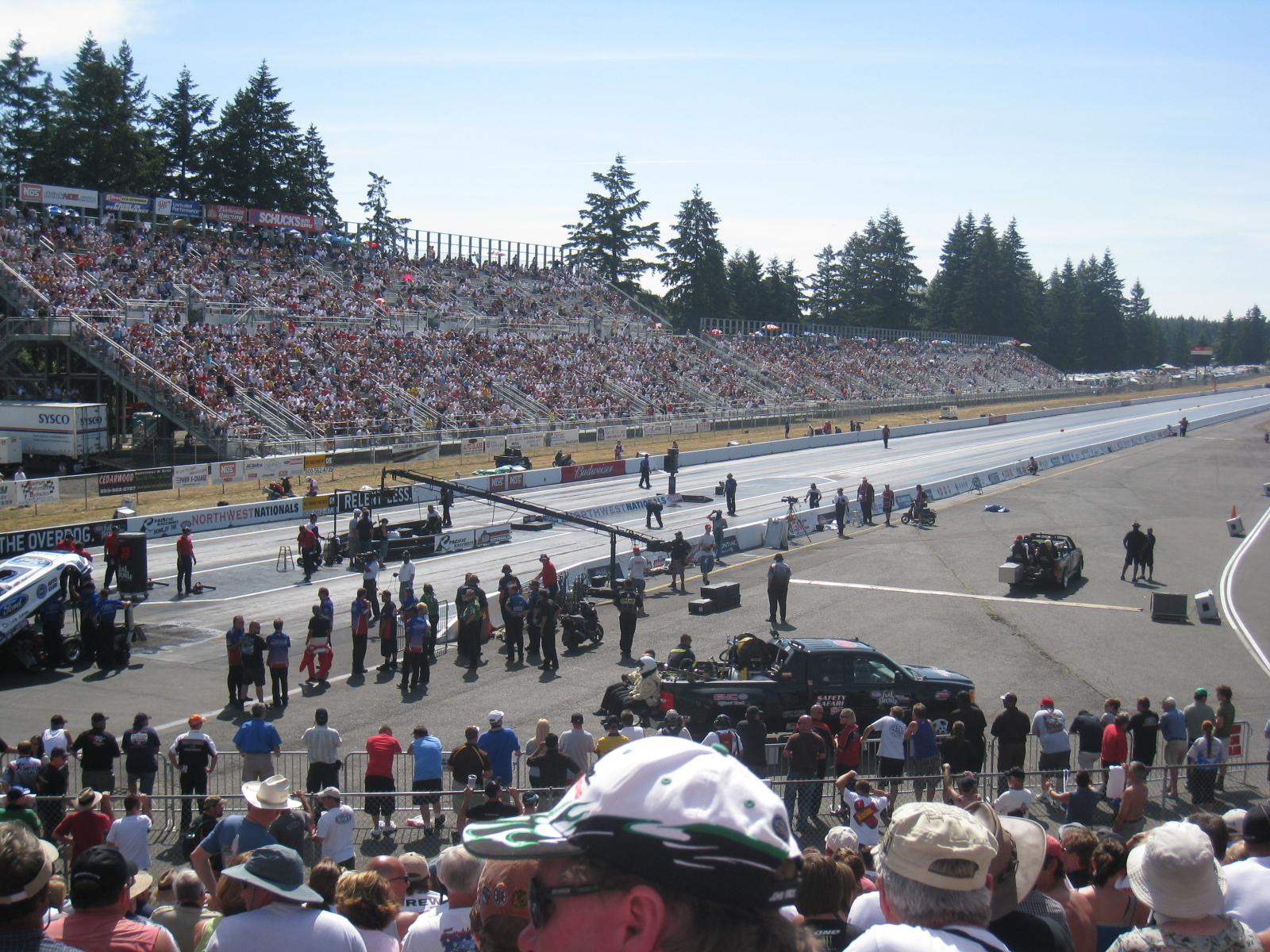
Startbereich des Dragstrips 2009

Die Rennstrecke entstand aus dem Versuch einer lokalen Familie, den damals häufigen Straßenrennen eine sichere Umgebung zu bieten. Dan Fiorito Sr. und sein Bruder Joe begannen die Bauarbeiten im Sommer 1959 und eröffneten die Strecke im Folgejahr. Im Jahr 1969 fand erstmals ein Rennen der USAC Champ Car auf der Anlage statt. Auch der Dragstrip wurde für verschiedene Veranstaltungen genutzt.
1972 wurde die Anlage zum ersten Mal erweitert, wobei unter anderem die Boxen vergrößert wurden und das Streckenlayout durch eine zusätzliche Schikane in der Wald-Sektion (Kurve 5a & 5b) verlangsamt wurde, da es Bedenken bezüglich der hohen Geschwindigkeiten gab.
Die Besitzerfamilie verpachtete den Kurs ab 1976 an einen Betreiber, der ihn unter dem neuen Namen „Seattle International Raceways“ betrieb. In den folgenden Jahren wurden vermehrt professionelle Rennen, vor allem auf dem Dragstrip, ausgetragen. Die Verpachtung endete 2002, woraufhin auch der ursprüngliche Name wiederhergestellt wurde. Die Strecke war allerdings in einem schlechten Zustand und verlor aufgrund von Sicherheitsdefiziten ihre Zertifizierung. Als Konsequenz wurden größere Umbauten vorgenommen, wobei eine neue Start-Ziel-Gerade mit einer neuen Boxengasse errichtet wurde und die Sicherheitsmaßnahmen verstärkt wurden.
Vermehrte Beschwerden über den schlechten Zustand des Dragstrips führten 2004 zu einer erneuten Asphaltierung, woraufhin der Kurs weiter im Kalender der National Hot Rod Association (NHRA) blieb.
Die Fiorito-Familie entschied sich 2014 dazu, den Kurs zum Verkauf anzubieten, jedoch kam es nicht zu einer Einigung mit einem potentiellen Käufer und die Anlage wurde vom Markt genommen.

## Die Strecke

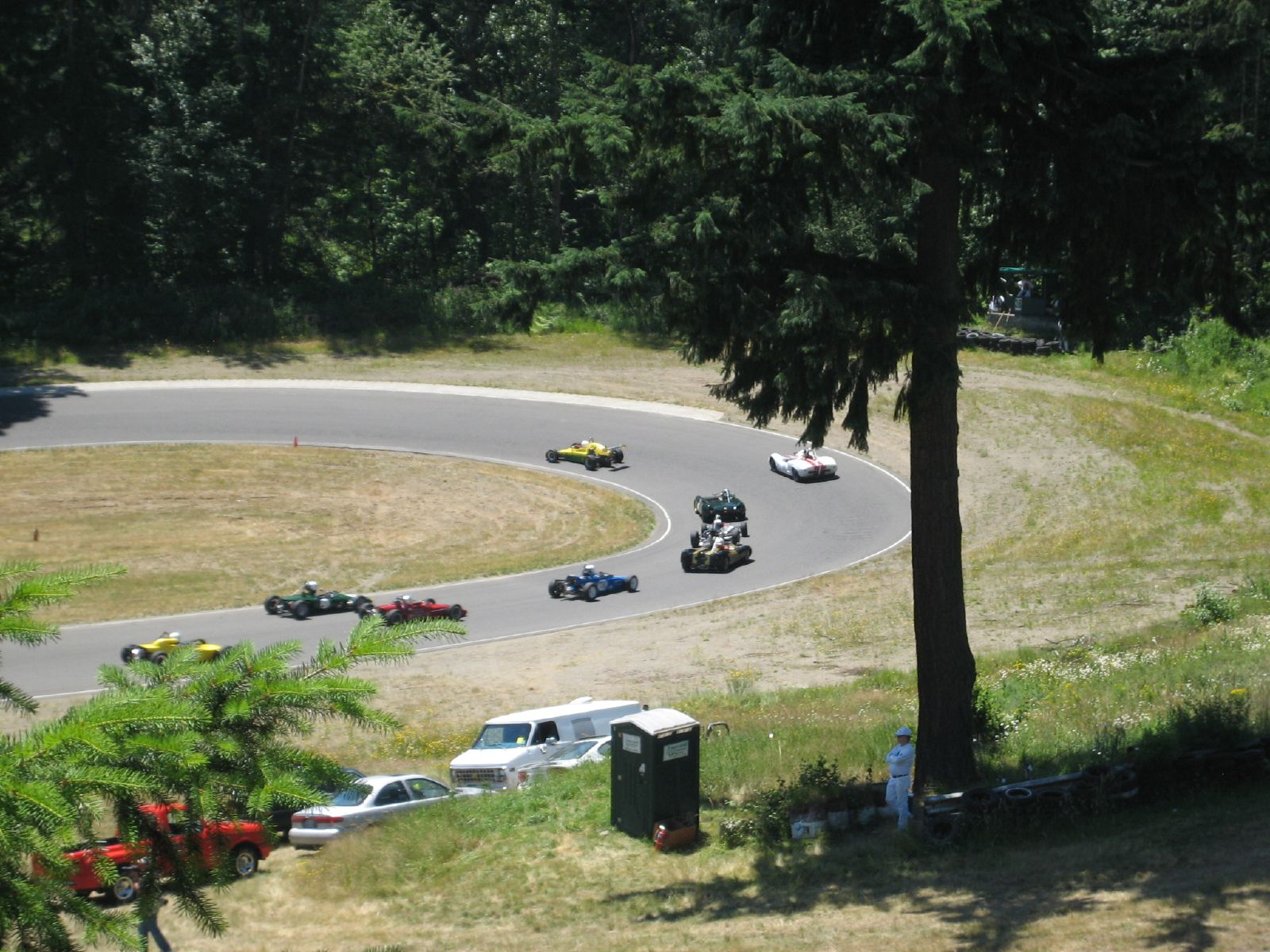
Turn 3b des Straßenkurses

Die Rennstrecke sticht vor allem durch ihre ungewöhnliche Streckenführung heraus: Sie verläuft teilweise durch den angrenzenden Wald, geht zuerst steil bergab und führt wieder bergauf um in die lange Gerade zu münden.
Neben dem konventionellen Dragstrip weist die Anlage auch eine Motocross-Strecke auf. Eine zusätzliche Kartbahn ergänzt die Anlage.

## Veranstaltungen
In den Anfangsjahren war der Kurs Austragungsort des Pacific Northwest Grand Prix, welcher Teil der United States Road Racing Championship war. Von 1967 bis 1970 war auch die Trans-Am-Serie auf der Strecke zugegen und die USAC Champ Car trug dort zwei Rennen aus, welche Mario Andretti und Al Unser gewannen.
Die NASCAR richtete 1984 und 1985 Rennen der Winston West Series sowie 2003 der NASCAR Northwest Series aus.
Der Dragstrip wird, mit Unterbrechungen, seit 1975 für Rennen der NHRA Mission Foods Drag Racing Series verwendet.
Aktuell finden vornehmlich Clubsport-Veranstaltungen und historische Rennen auf dem Straßenkurs statt. Saisonhöhepunkte auf dem Rundkurs sind aktuell die 24 Hours of Lemons und die Motorradrennen der Washington Motorcycle Road Racing Association.